# 新垣樽助
新垣 樽助（しんがき たるすけ、1976年6月18日 - ）は、日本の男性声優。沖縄県島尻郡久米島町出身。マウスプロモーション所属。
本名・旧芸名は新垣 正明（しんがき まさあき）。

## 略歴
小さい頃はロボットものや戦隊もの、思春期は歌番組、高校生くらいから映画を見るという具合であったが、「のめり込むほどテレビが好き」というわけではなかった。声優という仕事については、中学生くらいで「テレビの絵には人が声を当てているんだ」というのはわかっていたが、職業として独立しているとまでは知らず、当時はそれ程興味は強くなかった。
大学受験に失敗し、兄のいた埼玉県の予備校に通っていた際、偶然コンビニエンスストアで見かけたオーディション雑誌をきっかけに声優業を志す。声優になりたいことを親に話したが、理解されず当初は反対された。
大学入学後はアルバイトで資金を貯め、大学2年生の頃に1年制の声優の専門学校に通い始めた。その後は大学での勉強にも手を抜かず、単位を落とさずに卒業することを決意し、大学生活・アルバイト・専門学校への通学を並立していた。
初めての仕事は海外ドラマの吹き替えで、刑務所の看守役であった。
2001年に映像テクノアカデミア卒業後、マウスプロモーションに所属。
2020年、『NOBLESSE -ノブレス-』のカディス・エトラマ・デ・ライジェル役でテレビアニメ初主役。
2024年、山寺宏一、梶裕貴ら他の有名声優26名と共同で、本人に無断で学習・生成される生成AI音声や映像に反対する有志の会として『NOMORE 無断生成AI』を結成した。

## 人物
声優としてはアニメ、外画吹き替えを中心に活躍。落ち着いた声質をしており、若者から中年まで演じる。
趣味・特技はギターと歌。
芸名である「樽助」の由来は、亡き祖父の旧名樽助であるが、遺影でしか見たことがなかったという。
アニメ『テニスの王子様』では木手永四郎役を演じ、出世作となった。木手の通う比嘉中は沖縄県の学校という設定のため、キャストの沖縄方言の指導をした。その後、アニメのみならず『ミュージカル・テニスの王子様』でも沖縄方言の指導をしている。また、同作品では声を担当している木手永四郎のキャラクターソングでは一部、作詞と作曲も手がけている。
吹き替えでは『LOST』以降、ダニエル・デイ・キムを担当している。
音楽ユニットの樽生としても活動している。

## 出演
太字はメインキャラクター。

### テレビアニメ
2001年
- ルパン三世 アルカトラズコネクション

2002年
- キャプテン翼（第3作）（ジェローム、クレメンテ）
- 攻殻機動隊 STAND ALONE COMPLEX
- パタパタ飛行船の冒険（操舵手、乗員）
- サイボーグ009 THE CYBORG SOLDIER（男）
- SAMURAI DEEPER KYO（長老C、兵士）
- 東京アンダーグラウンド（空手家、レジスタンス）

2003年
- 明日のナージャ（仮面の男）
- 超ロボット生命体トランスフォーマー マイクロン伝説（ビリー）
- WOLF'S RAIN（奪還隊C、奪還隊B）
- スクラップド・プリンセス（隣人、劇団員）
- 金色のガッシュベル!!（2003年 - 2004年、植物園の客、本の持ち主）
- 最遊記RELOAD（2003年 - 2004年、妖怪、村人） - 2シリーズ
- ミッドナイトホラースクール（2003年 - 2004年、エントン）
- 幻影闘士バストフレモン（フルート博士、ダーク少佐）

2004年
- クロノクルセイド（青年）
- 光と水のダフネ -DAPHNE IN THE BRILLIANT BLUE-（潜水艦副船長、係員、マフィアB、マフィアA）
- サムライチャンプルー（永富組子分、瓦組子分）
- アガサ・クリスティーの名探偵ポワロとマープル（兵士B）
- 蒼穹のファフナー（手塚一平）
- SAMURAI 7（アナウンス）
- 爆裂天使（開発者A）
- 今日からマ王!（村人、大シマロン兵）
- ケロロ軍曹（指揮官）
- うた∽かた（住職）
- げんしけん（男子学生）
- 巌窟王（フロントマン）
- To Heart 〜Remember my Memories〜
- DearS（係員A） - TV未放送話

2005年
- トランスフォーマー ギャラクシーフォース（バックパック / バックギルド）
- ギャラリーフェイク（ダリオ）
- BLEACH（ダンベル、死神に、死神ぬ、死神わ）
- 焼きたて!!ジャぱん（黒服）
- フタコイ オルタナティブ
- 極上生徒会（男達、そば屋の出前）
- ハチミツとクローバー（2005年 - 2006年、友人A、男子学生A、鈴木タカシ、マツ、高井戸、教授） - 2シリーズ
- トリニティ・ブラッド（トリスタン号船長、司祭、衛兵、兵士B、チンピラB、枢密使、メトセラA 他）
- 戦国英雄伝説 新釈 眞田十勇士 The Animation（本多美濃守忠政）
- ゾイドジェネシス（チム）
- CLUSTER EDGE（ディーラー）

2006年
- ガンパレード・オーケストラ（永野英太郎）
- エア・ギア（オニギリの父）
- ディノブレイカー（男性行員）
- Project BLUE 地球SOS（オペレーターA）
- まじめにふまじめ かいけつゾロリ（ヒンエモン、老人）
- 少年陰陽師（2006年 - 2007年、安倍吉昌）

2007年
- 人造昆虫カブトボーグ V×V（低一）
- おねがいマイメロディ 〜くるくるシャッフル!〜（戸橋太蔵）
- 機神大戦ギガンティック・フォーミュラ（竜肝涼司、林田範太朗、テロリスト隊長、アルノ）
- ロケットガール（ゴードン・クリニック）
- おおきく振りかぶって（松永雅也）
- アイドルマスター XENOGLOSSIA（MSA兵）

2008年
- GUNSLINGER GIRL -IL TEATRINO-（マルチェロ）
- 遊☆戯☆王5D's（来宮虎堂）
- 紅（男3）
- モノクローム・ファクター（レアティーズ役）
- ヴァンパイア騎士 Guilty（玖蘭李土）
- CLANNAD 〜AFTER STORY〜（不良）
- のだめカンタービレ シリーズ（2008年 - 2010年、アレクシ・ソラン） - 2シリーズ

2009年
- フレッシュプリキュア!（2009年 - 2010年、知念大輔）
- 獣の奏者 エリン（カイル、ヤッサ、男）
- CANAAN（アンブルームB）
- 戦う司書 The Book of Bantorra（保安官A）

2010年
- WORKING!!（客〈2〉）
- いちばんうしろの大魔王（大和望一郎）

2011年
- もしドラ（田村春道）
- 47都道府犬（沖縄犬）
- リングにかけろ1 世界大会編（ユリシーズ）

- 銀魂'（仕置人頭）
- 花咲くいろは（押水民夫）
- 夏目友人帳 参（病を患った妖怪）
- Fate/Zero（2011年 - 2012年、間桐雁夜） - 2シリーズ
- メタルファイト ベイブレード 4D（ハーシェル）

2012年
- アクセル・ワールド（クリムゾン・キングボルト）
- エリアの騎士（佐伯祐介）
- 新テニスの王子様（2012年 - 2024年、木手永四郎） - 3シリーズ
- ZETMAN（超人アルファス、緋下孝之）
- キングダム（2012年 - 2022年、バジオウ、荀早） - 3シリーズ
- クレヨンしんちゃん（2012年 - 2021年、男性A、のぶ男）

2013年
- アイカツ!（2013年 - 2015年、村木監督、ナレーション）
- サザエさん（高村勉）

2014年
- そにアニ -SUPER SONICO THE ANIMATION-（遠藤）
- 宇宙兄弟（カルロ・グレコ）
- となりの関くん（体育の先生）
- ディスク・ウォーズ:アベンジャーズ（2014年 - 2015年、マニーノ・ジョルダーニ、タイガーシャーク、プレデターX）
- 魔法科高校の劣等生（2014年 - 2021年、真田繁留） - 1シリーズ + スペシャル
- フランチェスカ（相馬主計）
- 白銀の意思 アルジェヴォルン（マエダ）

2015年
- 攻殻機動隊 ARISE ALTERNATIVE ARCHITECTURE（トグサ）
- うしおととら（和泉）
- 金田一少年の事件簿R（江健一）
- ハイキュー!! セカンドシーズン（扇西監督）
- どうしても干支にはいりたい（2015年 - 2020年、タツ） - 2シリーズ
- ルパン三世 PART IV（ネゴシアン）
- 終わりのセラフ（貴族）

2016年
- Dimension W（館長）
- 迷家-マヨイガ-（鳥安、ドザえもん、係長）
- ビッグオーダー（アブラアン・ルイ・フラン）
- OZMAFIA!!（カラミア）
- 斉木楠雄のΨ難（2016年 - 2018年、金剛剛、機長） - 2シリーズ
- マジきゅんっ!ルネッサンス（一条寺雅声）
- 刀剣乱舞-花丸-（2016年 - 2018年、へし切長谷部、長曽祢虎徹） - 2シリーズ
- 侍霊演武:将星乱（張先生）
- 文豪ストレイドッグス（2016年 - 2023年、ナサニエル・H） - 3シリーズ

2017年
- 幼女戦記（ラガルド）
- TRICKSTER -江戸川乱歩「少年探偵団」より-（稲垣平造）
- イケメン戦国◆時をかけるが恋は始まらない（顕如）
- モンスターハンター ストーリーズ RIDE ON （ゲイル父）
- お見合い相手は教え子、強気な、問題児。（通常版）（高宮宗一郎）
- キノの旅 -the Beautiful World- the Animated Series（さくらの父）

2018年
- 覇穹 封神演義（李靖）
- キリングバイツ（粕谷健）
- ポプテピピック（ジョセフ〈大人〉〈第9話Bパート〉） - ウチナーグチ翻訳協力も担当
- カードファイト!! ヴァンガード（2018年 - 2020年、ブラスター・ブレード、櫂の叔父、ミニブラブレ） - 3シリーズ
- ゴールデンカムイ（渋川善次郎）
- 千銃士（ケイン）
- 夢王国と眠れる100人の王子様（フロスト）
- Back Street Girls -ゴクドルズ-（田村警視）
- 僕のヒーローアカデミア（2018年 - 2024年、通形ミリオ） - 5シリーズ
- INGRESS THE ANIMATION（クリストファー・ブラント）
- 火ノ丸相撲（2018年 - 2019年、冴ノ山紀洋）

2019年
- 消滅都市（エイジ〈研究者〉）
- 鬼滅の刃（屋敷の鬼2）
- ギヴン（花岡）

2020年
- ミュークルドリーミー（2020年 - 2021年、ことこ父） - 2シリーズ
- 魔王学院の不適合者 〜史上最強の魔王の始祖、転生して子孫たちの学校へ通う〜（フクロウ、クルト・ルードウェル）
- 池袋ウエストゲートパーク（ミノル・タモツ）
- NOBLESSE -ノブレス-（カディス・エトラマ・デ・ライジェル）
- 禍つヴァールハイト -ZUERST-（フリッツ、マリーバルトの部下）
- 神様になった日（成神大地）

2021年
- スケートリーディング☆スターズ（篠崎のコーチ）
- Vivy -Fluorite Eye's Song-（垣谷ユウゴ）
- TSUKIPRO THE ANIMATION 2（眞宮孝明）
- NIGHT HEAD 2041（ヴィクトル ペトロフ）
- 名探偵コナン（警察官）
- SELECTION PROJECT（美山流平）
- 境界戦機（2021年 - 2022年、レイモンド・ハーディ） - 2シリーズ
- 結城友奈は勇者である -大満開の章-
- 半妖の夜叉姫（八股）
- BORUTO-ボルト- NARUTO NEXT GENERATIONS（クロバネ）

2022年
- 失格紋の最強賢者（亜魔族ボス）
- オリエント（犬川静六） - 2シリーズ
- 乙女ゲー世界はモブに厳しい世界です（バルカス）
- ラブオールプレー（菱川真一）
- VAZZROCK THE ANIMATION（眞宮孝明）
- クールドジ男子（2022年 - 2023年、上村）

2023年
- 英雄王、武を極めるため転生す 〜そして、世界最強の見習い騎士♀〜（リューク・ユークス）
- 遊☆戯☆王ゴーラッシュ!!（2023年 - 2025年、デュッディ・ニーショウ）
- 転生貴族の異世界冒険録〜自重を知らない神々の使徒〜（エリック）
- はたらく魔王さま!!（バーバリッティア）
- アンダーニンジャ（加藤、おっさん5、NIN幹部1）
- 僕らの雨いろプロトコル（稲月颯太）
- ポーション頼みで生き延びます!（ラルスリック中隊長）

2024年
- 葬送のフリーレン（ゲナウ）
- 悪役令嬢レベル99 〜私は裏ボスですが魔王ではありません〜（国王）
- 刀剣乱舞 廻 -虚伝 燃ゆる本能寺-（へし切長谷部、長曽祢虎徹）
- バーテンダー 神のグラス（上原）
- カードファイト!! ヴァンガード Divinez（アキナの父）
- 最凶の支援職【話術士】である俺は世界最強クランを従える（ダンタリオン）

2025年
- 沖縄で好きになった子が方言すぎてツラすぎる（ナレーション）
- 青の祓魔師 終夜篇（教官）
- 没落予定の貴族だけど、暇だったから魔法を極めてみた（アルカード）
- 異修羅（屠山崩流ラグレクス）
- 天久鷹央の推理カルテ（桑田大樹）
- ウィッチウォッチ（須方雄一郎）

### 劇場アニメ
2000年代
- 人狼 JIN-ROH（2000年）
- 猫の恩返し（2002年）
- DEAD LEAVES（2004年、警官D）

2010年代
- 手塚治虫のブッダ -赤い砂漠よ!美しく-（2011年、チャプラを脅す男）
- 劇場版 テニスの王子様 英国式庭球城決戦!（2011年、木手永四郎）
- アシュラ（2012年）
- 攻殻機動隊 ARISE（2013年 - 2014年、トグサ） - 4部作
- 魔女っこ姉妹のヨヨとネネ（2013年、救急隊員）
- 攻殻機動隊 新劇場版（2015年、トグサ）
- Wake Up, Girls! 青春の影（2015年、クイーンP）
- 劇場版 魔法科高校の劣等生 星を呼ぶ少女（2017年、真田繁留）
- 打ち上げ花火、下から見るか? 横から見るか?（2017年、屋台の兄ちゃん）
- 劇場版 Fate/kaleid liner プリズマ☆イリヤ 雪下の誓い（2017年、ライダーのカード使用者）

2020年代
- 囀る鳥は羽ばたかない The clouds gather（2020年、矢代）
- THE FIRST SLAM DUNK（2022年、主審） - 方言指導も担当
- 刀剣乱舞 廻 -々伝 近し侍らうものら-（2024年、へし切長谷部）

### OVA
2000年代
- Memories Off 仮面の心〜詩音編〜（2001年、園芸部部長）
- 蒼い海のトリスティア（2004年、側近）
- 鬼公子炎魔（2006年、合田）
- 攻殻機動隊 STAND ALONE COMPLEX Solid State Society（2006年、ヒガキ）
- テニスの王子様 OVAシリーズ（2006年 - 2015年、木手永四郎）
- 舞-乙HiME Zwei（2006年、グレッグ・ボーマン）
- 図書館戦争（2008年、良化隊隊長） - DVD3巻映像特典
- 聖闘士星矢 THE LOST CANVAS 冥王神話（2009年、冥闘士）

2010年代
- ファンタジスタ ステラ（2014年、古波蔵英達） - コミックス第8・9巻DVD付き限定版

### Webアニメ
2010年代
- マウスどうぶつえん（2016年 - 、ペガサスのたるすけ）
- A.I.C.O. Incarnation（2018年、橘浩一）
- ULTRAMAN（2019年、ネペンテス星人）

2020年代
- 薄明の翼（2020年、ヤロー）
- マウスどうぶつえん名作劇場（2020年、ペガサスのたるすけ）
- エデン（2021年、S566）
- みにヴぁん ら〜じ（2022年、ブラスター・ブレード）
- iichiko story（2022年、父）
- 風都探偵（2022年、坪崎忠太）
- T・Pぼん（2024年、山田太郎）
- 腐男子召喚〜異世界で神獣にハメられました〜（2024年、景虎）

時期未定
- よしまほ（狼）

### ゲーム
2004年
- 九龍妖魔學園紀（夷澤凍也）
- 東京魔人學園外法帖血風録（フレイ）
- どろろ（四化入道）
- 風雲 新撰組（土方歳三）
- ポポロクロイス 月の掟の冒険（デフロボ）

2005年
- Twelve〜戦国封神伝〜（ギギョウ、クオウマル）
- 鋼の錬金術師3 神を継ぐ少女（負傷した兵士）
- 風雲 幕末伝（土方歳三）

2006年
- ガンパレード・オーケストラ 青の章 〜光の海から手紙を送ります〜（永野英太郎）

2007年
- 少年陰陽師 翼よいま、天（そら）へ還れ（安倍吉昌）
- テニスの王子様 ドキドキサバイバル〜海辺のSecret〜（木手永四郎）

2008年
- スカイ・クロラ イノセン・テイセス（戒田正躬）

2009年
- アンチャーテッド 黄金刀と消えた船団
- ウィザードリィ 囚われし魂の迷宮（クリス）
- 罪と罰 宇宙の後継者（ツェンロン・リー）
- Bloody Call（カブラカン）

2010年
- the Actress 華麗なる女優たち（マティアス・ライザー）
- 大和彼氏（南城蓮）

2011年
- キャサリン（アーチー・ウォレス）
- 侍道4（主人公）
- 戦律のストラタス（小出トキオ）
- テニスの王子様 ぎゅっと! ドキドキサバイバル 海と山のLove Passion（木手永四郎）

2012年
- unENDing Bloody Call（カブラカン）
- シェルノサージュ〜失われた星へ捧ぐ詩〜（クーリン、白鷹）
- 探偵 神宮寺三郎 復讐の輪舞（君島裕太、チンピラ1）
- とびたて!超時空トラぶる花札大作戦（間桐雁夜）
- ファイアーエムブレム 覚醒（ソール、ジェローム）
- ルートダブル -Before Crime * After Days-（笠鷲渡瀬）
- DARK BLOOD

2013年
- アルカディアスの戦姫（カロウス）
- OZMAFIA!!（カラミア）
- 月影の鎖 -狂爛モラトリアム-（神楽坂響）
- 月影の鎖 -錯乱パラノイア-（神楽坂響）
- 青春はじめました!（教楽木大学）
- デモンゲイズ（カッスル）
- MIND≒0（渡辺信彦）
- メトロ ラストライト（レオニード）

2014年
- アルノサージュ〜生まれいずる星へ祈る詩〜（白鷹）
- 剣の街の異邦人 〜白の王宮〜（黒衣の騎士<ドランサーク>、カロン）
- 新・世界樹の迷宮2 ファフニールの騎士（フロースガル）
- デモンゲイズ Global Edition（カッスル）
- 東京新世録 オペレーションアビス（神崎剣一）
- ボクとセカイのユークリッド（ドクター紫葉）
- 流星☆ハレーション（幸地銀之助）
- Photograph Journey 〜恋する旅行・宮城編&沖縄編〜（丹下縁）
- 消滅都市（研究者）

2015年
- E:RObotts（ニノス・シズビー）
- イケメン戦国◆時をかける恋（顕如）
- ウィッチャー3 ワイルドハント（ダンディリオン）
- OZMAFIA!! -vivace-（カラミア）
- ソフィーのアトリエ 〜不思議な本の錬金術士〜（ハロル・ジーメンス）
- 東京新世録 オペレーションバベル（神崎剣一）
- 刀剣乱舞-ONLINE-（2015年 - 2023年、へし切長谷部、長曽祢虎徹、千代金丸）
- ファイアーエムブレムif（サイゾウ）
- 夢王国と眠れる100人の王子様（フロスト）
- 琉球異聞 朱桜の繋（隼海）
- レイギガント（コナー・マクブライド）
- ドラゴンズドグマ オンライン（テオドール）

2016年
- ガンダムブレイカー3（ロクト）
- グランブルーファンタジー（2016年 - 2024年、アダム、ラシード）
- 消滅都市2（研究者）
- スチームプリズン（フィン・ユークレース）
- ストリートファイターV（ラシード）
- デモンゲイズ2（カッスル・グロンダイク）
- ドラゴンハンターCOOP
- ポッ拳 POKKÉN TOURNAMENT（トラヴィス）
- マジきゅんっ!ルネッサンス（一条寺雅声）

2017年
- ガールフレンド（仮）（悪食レポ男、悪川魚男）
- ファイアーエムブレム ヒーローズ（2017年 - 2023年、ソール、ジェローム、サイゾウ）
- 茜さすセカイでキミと詠う（雑賀孫市）
- クランク・イン（村雲朔）
- クイズRPG 魔法使いと黒猫のウィズ（タイシ・ハナフサ）
- 新テニスの王子様 RisingBeat（木手永四郎）
- 夢間集-ムカンシュウ (白虹)
- 黒騎士と白の魔王 (ブラフマー)
- モダンコンバット Versus ※日本版 (カン)

2018年
- 真・三國無双8（徐盛）
- イケメン戦国◆時をかける恋 新たなる出逢い（顕如）
- キングスレイド（ガウ）
- ダッシュ！（マクレガー大将）
- 真紅の焔 真田忍法帳（海野六郎）
- 機動戦士ガンダム バトルオペレーション2 （オルデム・コウダ）
- オンエア!（荒木冴）
- アトリエオンライン 〜ブレセイルの錬金術士〜（セント＝ジョーンズワート）
- セブンナイツ （アリム）
- 千銃士 （ケイン）
- 戦国大河（石川五右衛門）
- 相剋のエルシオン 光と闇の輪廻 (ハーエン)

2019年
- AFTERLOST - 消滅都市（エイジ）
- タイニーメタル 虚構の帝国（ラグナー）
- AI: ソムニウム ファイル（伊達鍵）
- ブラックスター -Theater Starless-（鷹見）
- CODE VEIN（オリバー・コリンズ）
- WAR OF THE VISIONS ファイナルファンタジー ブレイブエクスヴィアス 幻影戦争（ロレンツォ）
- OVERHIT（クロウ）
- 快感♥フレーズ CLIMAX（犬塚涼平）
- 三国烈覇（夏侯惇）
- パレットパレード（マネ）
- Food Fantasy-フードファンタジー（雄黄酒）
- ファークライ ニュードーン（ロジャー・カドレット）
- ブラウンダスト（アイゼン）

2020年
- 龍が如く7 光と闇の行方（小笠原肇）
- 僕のヒーローアカデミア One's Justice 2（通形ミリオ）
- ダンジョンに出会いを求めるのは間違っているだろうか 〜メモリア・フレーゼ〜（ニョルズ）
- シャドウバース チャンピオンズバトル（マキセ先生）
- ライザのアトリエ2 〜失われた伝承と秘密の妖精〜（ヴォルカー・アーベルハイム）
- ホーンテッド・オバケストラ vol.1 Awaking（エナス、ディオス、トレイス）
- 神様しばい（鷹岡洸）
- ロハンM（大地の神ゲイル）

2021年
- 剣が刻（斉場）
- キャプテン翼 RISE OF NEW CHAMPIONS（マーク・オワイラン） - DLC追加キャラクター
- サンクタス戦記-GYEE-（アルカンダ）
- 僕のヒーローアカデミア ULTRA IMPACT（通形ミリオ）
- 英雄伝説 黎の軌跡（ディンゴ・ブラッド、アレクサンドル）
- 鬼滅の刃 ヒノカミ血風譚
- 北斗の拳 LEGENDS ReVIVE（張太炎）

2022年
- 刀剣乱舞無双（へし切長谷部）
- 夢職人と忘れじの黒い妖精（ラグーン）
- ホーンテッド・オバケストラ vol.2 Bianke（エナス、ディオス、トレイス）
- DNF DUEL（剣鬼）
- アリスフィクション（ソガ）

2023年
- ストリートファイター6（ラシード） - DLC追加キャラクター
- 共闘ことばRPG コトダマン（通形ミリオ）
- プロジェクトセカイ カラフルステージ! feat. 初音ミク（まふゆの父）

2024年
- ユニコーンオーバーロード（イシリオン）
- 百英雄伝 (ヴォルディス、イーノ、デェイラード）
- メタファー：リファンタジオ（エディン）

### ドラマCD
2005年
- Mr.FULLSWING（犬飼冥）
- ドラマCD 九龍妖魔學園紀 Vol.1（夷澤凍也）

2006年
- LOVELESS　TVアニメーションLOVELESSキャラクタードラマCD（おじい）

2007年
- ドラマCD2 魔人探偵脳噛ネウロ（ワイドショー司会）

2008年
- SOUND DRAMA Fate/Zero（間桐雁夜）

2009年
- 少年陰陽師 天狐編 ドラマCD 第二巻~光の導を指し示せ~（安倍吉昌）

2010年
- Bloody Call ドラマCD・I 〜NEDE編〜（カブラカン）
  - Bloody Call ドラマCD・II 〜フライコール編〜（マルス（栄勲））

2011年
- FB CollectDrama02 空色パンデミック（ジャスティス）
- バラエティドラマCD 大和彼氏 恋の天下は俺が獲る!「〜沖縄VS愛知編〜」「バトルロイヤル編」（南城蓮）

2012年
- BLEACH 死神代行編1初回限定ドラマCD「処刑前夜」（竹添幸吉郎）
- Fate/Zero アンソロジードラマCD 間桐家の試練（間桐雁夜）

2013年
- ドラマCD ルートダブル - Before Crime * After Days - Xtend edition - After Crime -
- 戦国IXA ドラマCD -絆- 其ノ弐（鈴木久三郎）

2014年
- Photograph Journey 〜in Aichi〜（丹下縁）

2015年
- 夢王国と眠れる100人の王子様 ドラマCD スノウフィリアの夏休み（フロスト）

2016年
- MAUSU THEATER Vol.1 - 6

2018年
- マウスシアターVol.25 - 29

2019年
- マウスシアターVol.30、39

2020年
- ファイアーエムブレム エクストラドラマCD 覚醒 〜闇の胎動、消えない希望〜（ジェローム）
- 転生しまして、現在は侍女でございます。（アルベルト）※『転生しまして、現在は侍女でございます。0』ドラマCD付き書籍
- マウスシアターVol.48

2021年
- DIG-ROCK シリーズ（春日崇章）

2024年
- 君の夜に触れる（榊智春）

### BLCD
2003年
- 虜にさせるキスをしよう（智）

2004年
- パラダイスへおいでよ!（男）
- 予感〜Yokan〜（マヤ）
- しのぶこころは（追っ手B）
- その腕で溺れたい（坂田）

2008年
- 東海道HISAME-陽炎- シリーズ（嵯峨野竜一）
  - 東海道HISAME-陽炎- 千子村正編　2009年
  - 東海道HISAME-陽炎- 高野山激闘編　2010年

- 永遠の七月（竹野）
- スウィートルームに愛の蜜（伊達）

2009年
- 今宵、君に酔う。（戸倉泰介）

2011年
- ダブル・バインドシリーズ（久地楽建志）
  - ダブル・バインド1 2011年
  - ダブル・バインド2 2011年
  - アウトフェイス ダブル・バインド外伝 2015年

2013年
- Mr.シークレットフロア〜小説家の戯れなひびき〜（多聞偉久馬）
- 囀る鳥は羽ばたかない シリーズ（矢代）
  - 囀る鳥は羽ばたかない1 2013年
  - 囀る鳥は羽ばたかない2 2014年
  - 囀る鳥は羽ばたかない3 2016年
  - 囀る鳥は羽ばたかない4 2017年
  - 囀る鳥は羽ばたかない5 2018年
  - 囀る鳥は羽ばたかない6 2020年

- だってまおうさまは彼が嫌いシリーズ（要）
  - だってまおうさまは彼が嫌い1 2013年
  - だってまおうさまは彼が嫌い2 2015年
  - だってまおうさまは彼が嫌い3 2016年

2014年
- MANSHIN荘シークレットサービス シリーズ（長万部満）
  - MANSHIN荘シークレットサービス Karte.1
  - MANSHIN荘シークレットサービス アンソロジー
  - MANSHIN荘シークレットサービス Karte.2 恐怖！ 廃病院に突入せよ！

- マウリと竜（白峯）
- 明け方に止む雨（高天）
- 彼のドSスイッチ♥（小窪信夫）※JUNKBOY2014年なつやすみ号付録
- ピーターシリーズ (バニング)
  - ピーターにサヨナラを
  - ピーターに祝福を

2015年
- 嘘つき溺愛ダーリン（風見慶邦）
- 誤算のハート（清竹誠司）
  - 終わらない不幸についての話（清竹誠司）
  - やまない不幸の終わらせ方

- 5人の王（アジュール）
  - アニメイト限定版 2015年
  - I 前篇 2016年
  - I 後篇 2017年

- 恋愛ルビの正しいふりかた（ヒロ）
  - 恋愛ルビの正しいふりかた （）※月刊ディアプラス2015年09月号付録ミニドラマCD

- 営業二課っ!（東條誠二）
- 花鳥風月（幹久）
  - 花鳥風月2
  - 花鳥風月3

2016年
- 彼らの恋の行方をただひたすらに見守るCD「男子高校生、はじめての」シリーズ (央田尋)
  - 「男子高校生、はじめての」第6弾 甘やかしてよセンセイ 2016年
  - 「男子高校生、はじめての」 2nd.after Disc~GIFT~ 2016年
  - 「男子高校生、はじめての」~Second Secret~ 2018年
  - 「男子高校生、はじめての」~Summer vacation 2018~ 2018年
  - 「男子高校生、はじめての」オールコンビネーションCD vol.2 2020年

- リンクス（佐渡隆晃）
- ポルノグラファー1（2016年ー2017年、木島理生）
  - ポルノグラファー2 インディゴの気分

- 眠り男と恋男（ロイス）
- きこえる?（佐野）
- 女王と仕立て屋（志田哲也）
- 新妻くんと新夫くん（新夫翔）
- ブルースカイコンプレックス（シン）
- 僕らの恋と青春のすべて シリーズ（向井寺千遥）
  - 僕らの恋と青春のすべて case:01 弓道部の僕ら 2016年
  - 僕らの恋と青春のすべて case:02 同級生の僕ら 2016年
  - 僕らの恋と青春のすべて case:03 二歳差の僕ら 2017年

- もういちど、なんどでも。（藤井貴博）
- 起きて最初にすることは（公崇父）
- 一生続けられない仕事 シリーズ（三上陽彦）
  - 一生続けられない仕事1 2016年
  - 一生続けられない仕事〜譲れない想い〜 2020年

- 四代目・大和辰之（櫓木卯一）
- 私とあなたの馴染みの関係（保）

2017年
- ネコにはいぬを（犬飼安吾）
- テンカウント（西垣）
- あのこはソレを我慢できない（本田秋啓）
- Life 線上の僕ら（伊東晃）
- 暫定ボーイフレンド（葉山）
- 未知との遭遇（本田）
- カーストヘブン（八鳥圭吾）
- multiple triangles（クレイム）
- 狂い鳴くのは僕の番 シリーズ（鵜藤慎吾）
  - 狂い鳴くのは僕の番 2017年
  - 狂い鳴くのは僕の番;β 1 2018年
  - 狂い鳴くのは僕の番;β 2 2019年

- 世界一初恋〜アニメイトの場合〜〜（手塚佳記）
- いつかの恋と夏の果て（小野寺修 ）
  - いつかの恋と夏の果て（小野寺修 ）2018年 ※FIFTH AVENUE 15th Anniversary Petit Drama CD Team：A

- 年上彼氏に迫られてます。（本条誠）※エメラルド 冬の号 特別付録ドラマCD

2018年
- イメージドラマCD「STAND BY YOU」
- ただのクラスメイトから恋人になるたった１つの方法 シリーズ（宝鷹湊）
  - ただのクラスメイトから恋人になるたった１つの方法　Method.1 問題児と優等生の場合
  - ただのクラスメイトから恋人になるたった１つの方法　Method.2 一目惚れと初恋の場合
  - ただのクラスメイトから恋人になるたった１つの方法　Method.3 幸福体質と不幸体質の場合

- 百と卍 シリーズ（万次）
  - 百と卍 一 2018年
  - 百と卍 二 2019年

- ボーイズラブリーディングCD「今宵、義兄とアバンチュール」（羽柴亮）
- プリンシプル（八代）
- カスタマスカレード!（岸本裕樹）
  - カスタマスカレード!（岸本裕樹）※Dear+ 2018年12月号付録ミニドラマCD

- くらやみにストロボ（澤山亨）
- 僕のおまわりさん シリーズ（田島誠治）
  - 僕のおまわりさん1 2018年
  - 僕のおまわりさん2 2020年

- 草の冠 星の冠 ―恒久夏国― （仁平夏月）
- たどるゆび（高瀬修二）
- かしこまりました、デスティニー -Answer-（南雲聖）
- ワンダー・ボーダー（夏朗）

2019年
- YOUNG GOOD BOYFRIEND（高津康作）
- とろけるくちびる（高瀬修二）
- セックススーツラブバトル（伊吹恵介）
- 叶わぬ恋の結び方（原和紀）

2020年
- セラピーゲーム シリーズ（生嶋静真）
  - セラピーゲーム 1
  - セラピーゲーム 2
  - セラピーゲーム+Play More

- 一生続けられない仕事 シリーズ（三上陽彦）
  - 一生続けられない仕事1
  - 一生続けられない仕事〜譲れない想い〜

- 恋する竜の島-白竜編-（白夜）
- 愛の本能に従え!（志波久史）
- 十二支色恋草子（正隆）
  - 十二支色恋草子 ミニドラマCD

2021年
- DIG-ROCK ―dice― Type：HR（春日崇賞）

2022年
- Platinum Blood プラチナ・ブラッド（要）
- ラムスプリンガの情景（ニール）
- 落ちこぼれαとエリートΩ（椎崎遥）
- かりそめビッチ南くん（高根駿）
- 愛の夜明けを待て！（志波久史）

2023年
- 君、シヲレルコト勿レ 初回限定盤（橘李一）

2024年
- 腐男子召喚〜異世界で神獣にハメられました〜（景虎） - 第9巻特装版特典CD

### 吹き替え

#### 担当俳優
ダニエル・デイ・キム
- NCIS:LA 〜極秘潜入捜査班 シーズン3（チン・ホー・ケリー）
- HAWAII FIVE-0 シーズン1-7（チン・ホー・ケリー）
- MACGYVER/マクガイバー シーズン1 #18（チン・ホー・ケリー）
- LOST シーズン1-6（ジンスー・クォン）
- ニュー・アムステルダム 医師たちのカルテ シーズン2 #18（カシアン・シン）

#### 映画
- 愛してる、愛してない...
- アイス・ハザード
- アイルランド・ライジング
- アカデミー栄光と悲劇（フェイヤード）
- アクシデンタル・スパイ
- アトミック・ハザード（ストゥープ〈ジェフ・ループ〉）
- アニマル・ファクトリー（ジェシー〈ジェイク・ラ・ポッツ〉）
- アメージング・ハイウェイ60（アイヴス〈カート・ラッセル〉）
- アメリカン・アウトロー（トム〈ナサニエル・アルカン〉）
- アメリカン・グラフィティ2（テリー〈チャールズ・マーティン・スミス〉）
- アルティメット・ストーム
- アルテミスと妖精の身代金（フォーリー）
- アルマゲドン ※日本テレビ版
- 或る夜の出来事（ゴードン〈チャールズ・C・ウィルソン〉）
- 1,300万ドルの女 女優誘拐計画
- インディ・ジョーンズ/最後の聖戦（カジム〈ケヴォルク・マリキャン〉）※WOWOW・BD版
- ヴァンパイア・ハンター
- ヴィドック
- ウインドトーカーズ（曹長）
- ヴェノム:ザ・ラストダンス[151]
- A.I.
- エヴァンジェリスタ
- エゴイスト
- エネミー・ウォー
- OZ（グローブス）
- 過去のない男
- 火山高
- 官能のエトランゼ
- がんばれ!ベアーズ ※DVD版
- ギャング・オブ・ニューヨーク（ジミー）
- キレイな男（チェ・ダビデ〈イ・ジャンウ〉[152]）
- 撃鉄 GEKITETZ ワルシャワの標的
- K-19（マラホフ）
- クイーン・オブ・ザ・ヴァンパイア
- クライ・ベイビー（ミルトン）
- 荒野のマニト
- 極寒激戦地アルデンヌ 〜西部戦線1944
- ゴーストシップ
- ゴッド・ギャンブラー（上山宏次〈鹿村泰祥〉）※DVD版
- ゴッド・ギャンブラーII（上山宏次〈鹿村泰祥〉）※DVD版
- ザ・クラウン2
- ザ・スカルズ 髑髏の誓い
- サバイバル・ソルジャー（クリス〈アダム・ブロディ〉）
- SAMURAI（ナカトミ〈ダラ・インド・オーム〉）
- さようなら、コダクローム（マット・ライダー〈ジェイソン・サダイキス〉）
- 三国志（張遼、劉弾）
- サンダーバード
- シークレット・ミッション（リュファン〈キム・スヒョン〉）
- シカゴ7裁判（アビー・ホフマン〈サシャ・バロン・コーエン〉）
- 地獄の黙示録　※特別完全版
- ジャスティス（クッキー）
- ジャスティス・リーグ:ザック・スナイダーカット（ライアン・チョイ〈チェン・カイ〉[153]）
- 12人のパパ
- 呪信 999
- スキャンダル
- スクールオブロック（ニール〈ルーカス・パパエリアス〉）
- スタートレックVI 未知の世界
- スーパーファイアー
- すべては愛のために（マ・ソク）
- セマナ 血の七日間（ケマダ〈オリヴィエ・マルティネス〉）
- 戦火の馬（アルバート・ナラコット〈ジェレミー・アーヴァイン〉）
- 戦場からのラブレター（ローランド・レイトン〈キット・ハリントン〉）
- 千年医師物語〜ペルシアの彼方へ〜（ロブ・コール〈トム・ペイン〉）
- ゾンヴァイア/死霊大血戦
- 大統領の執事の涙（ルイス・ゲインズ〈デヴィッド・オイェロウォ〉）※BSジャパン版
- タイムリミット（ポール・カボット〈アレックス・カーター〉）※機内上映版
- ダブル・ロック 裏切りの代償
- TUBE
- チョコレート
- ツインズ・エフェクト
- 12（ブランドン〈ゲイリー・ウェブスター〉）
- 25時
- 24アワー・パーティー・ピーブル（スティーブ〈ティム・ホロックス〉）
- デイ・アフター・トゥモロー
- デス・シャワー
- トムとトーマス
- ニュー・イヤーズ・デイ 約束の日
- パーフェクト・ヒート（ジェイク・トラヴァース〈ケラン・ラッツ〉）
- バイオ・コップ
- バイオハザード
- バイオハザードII アポカリプス
- 爆走!!トムキャッツ 天下無敵のプレイボーイ同盟
- バック・トゥ・ザ・フューチャー（ビフ・タネン〈トーマス・F・ウィルソン〉）※BSジャパン版
  - バック・トゥ・ザ・フューチャー PART2（ビフ・タネン、グリフ〈トーマス・F・ウィルソン〉）※BSジャパン版
  - バック・トゥ・ザ・フューチャー PART3（ビュフォード・タネン、ビフ・タネン〈トーマス・F・ウィルソン〉）※BSジャパン版
- バットマン ビギンズ
- ハックルベリー・フィンの大冒険（ジャック）
- バニシングストリート
- Papa・パパ（ヤン・グン）
- バリスティック
- 巴里のアメリカ人（アンリ）※PDDVD版
- 陽のあたる場所（フランク・マーロウ判事〈レイモンド・バー〉）※PDDVD版
- ピノッキオ
- ピラニア リターンズ（カイル〈クリス・ジルカ〉[154]）
- ファイアー・ファイト
- 44ミニッツ
- ふたりのトスカーナ（ペッポーネ）
- 不眠症 オリジナル版
- ブルークラッシュ（JJ）
- ブルー・ストーリー（キリー〈カーリ・ベスト〉）
- ブロードウェイ・メロディー（ザンフィールド）
- 謀議（ヨーゼフ・ビューラーポーランド総督府次官 〈ベン・ダニエルズ〉）
- 冒険王 (サン博士)
- ボーイズ・イン・ザ・バンド (バーナード)
- 僕はラジオ
- ボディ・コレクター
- ボウリング・フォー・コロンバイン
- 穴/HOLES
- ポロック 2人だけのアトリエ（ウィレム・デ・クーニング〈ヴァル・キルマー〉）
- マダム・マロリーと魔法のスパイス（ハッサン〈マニッシュ・ダヤル〉）
- マッカーサー（レグランド・ミラー）※ソフト版
- マッケンナの黄金 ※DVD版
- マトリックス レボリューションズ
- マルホランド・ドライブ
- マレフィセント（兵士13）
- Mr. 3000
- みにくいアヒルの子
- ミニミニ大作戦
- MUSA 武士
- モーヴァン
- MONGOL モンゴル（ポオルチュ）
- ライラにお手あげ
- リターン・トゥ・ベース（チョルヒ〈ユ・ジュンサン〉）
- リディック
- リプレイ
- レット・イット・シャイン（サイラス）
- ロスト・フューチャー（ケイレブ〈サム・クラフリン〉）
- ワイルドシングス
- ワールド・トレード・センター（アントニオ・ロドリゲス）
- ワン・テイク・オンリー

#### ドラマ
- アンダー・ザ・ドーム シーズン1〜3（ジェイムズ・レニー・ジュニア 〈アレクサンダー・コック 〉）
- ER緊急救命室
  - シーズン5 #5（ジェラルド〈イヴァン・サバラ〉）
  - シーズン7（ウィリアム・ホワイト〈キース・ロビンソン〉）、#4（コック）
  - シーズン8 #3（竹馬の男〈アダム・フロスト〉）
  - シーズン12 #5（マーシャル〈マーシャル・フォックス〉）
  - ER/緊急救命室 レトロスペクティブ （MAI）
- WITHOUT A TRACE/FBI 失踪者を追え!2 #14
- エクスパンス シーズン4 #4,#6,#10
- エレメンタリー ホームズ&ワトソン in NY シーズン3 #23
- 救命医ハンク2 セレブ診療ファイル（スタンリー〈マイケル・ラパポート〉）
- キレイな男（チェ・ダビデ）
- グッド・ワイフ
  - シーズン2 #14,#20（アンドリュー）、#12、#19、#21
  - シーズン6 #18,#19
- クリミナル・マインド FBI行動分析課
  - シーズン1 #18（キム刑事）
  - シーズン3 #12（ペイトン）
  - シーズン5 #7（キム刑事）
  - シーズン8 #10
  - シーズン10 #10
- クリミナル・マインド 特命捜査班レッドセル（検視官）
- クリミナル・マインド 国際捜査班 シーズン1 #2
- 刑事ジョン・リーバス（マイケル〈ブライアン・ファーガソン〉[155]）
- 刑事ルーサー #10
- 殺人を無罪にする方法 シーズン1 - 3（ウェス・ギビンズ〈アルフレッド・イーノック〉）
- ザ・ロッジ シーズン1・2（ベン・エヴァンス〈 ルーク・ニュートン 〉）
- CSI:サイバー #2
- CSI:ニューヨーク7 #13
- CSI:科学捜査班
  - シーズン9 #6
  - シーズン12 #19（ジョーダン）
- SCORPION/スコーピオン シーズン4 #6
- Song Exploder -音楽を紡ぐ者- リン＝マヌエル・ミランダ「ウェイト・フォー・イット」
- 太陽を抱く月（イ・フォン〈キム・スヒョン〉）
- TABOO（ソーン・ギアリー〈ジェファーソン・ホール〉）
- 24 -TWENTY FOUR- #9,#10
- デューン/砂の惑星（レト・アトレイデス二世〈ジェームズ・マカヴォイ〉）
- Trying〜親になるステップ〜 シーズン1 #2,#7（スコット）、#5,#8
- NIKITA / ニキータ シーズン1 #14
- ハロー!スーザン（オリバー・ブラウン）
- ファミリー・ストーリー 〜これみんな家族なの?〜 #10
- FAMOUS IN LOVE シーズン2 #1・#2・#4・#5・#7・#8
- プライベート・プラクティス3
- BULL / ブル 法廷を操る男 シーズン3 #12
- ブルックリン・ナイン-ナイン シーズン1-6（ジェイク・ペラルタ〈アンディ・サムバーグ〉）
- HEY!レイモンド
- ベティ〜愛と裏切りの秘書室 シーズン1-3（アルマンド）
- BONES
  - シーズン1 #16（カイル）
  - シーズン5 #6
- 名探偵モンク4 #13
- リゾーリ&アイルズ シーズン6 #9

#### アニメ
- アニマトリックス
- X-MEN エボリューション（ルシッド、ケリー校長）
- 殻を破る（グレッグ）
- ザ・バットマン（D.A.V.E.）
- 時光代理人 -LINK CLICK-（薫易〈ドン・イー〉）
- シザー・セブン シーズン2 #3（ミャオ・ツァイ）
- ジャングル・ブック2
- シンドバッド 7つの海の伝説
- スクービー・ドゥー 宇宙からの侵略者?!
- スクービー・ドゥーのゾンビ島（ボウ〈キャム・クラーク〉）
- スティッチ!ザ・ムービー
- たのしい川ベ 〜ヒキガエルの冒険〜
- トロールズ ミュージック★パワー（ビギー[156]）
- 万聖街（映画の主人公）
- ヤング・ジャスティス（スーパーボーイ）
- 龍族 -The Blazing Dawn-（ルー・ミンファイのおじ）
- LEGO ピクサー:ブリックトゥーンズ（モー・トレン）
- わんぱくデニス 南の島で大暴れ!
- 電脳ムシオヤジ（ダグ）

#### 人形劇
- サンダーバード 劇場版 ※DVD版
- Thunderbolt Fantasy 東離劍遊紀2（嘯狂狷[157]）

### ラジオ
※はインターネット配信。
- テニスの王子様 オン・ザ・レイディオ（2006年など、文化放送、マンスリーパーソナリティ）
- 新テニスの王子様 オン・ザ・レイディオ（2012年など、文化放送、マンスリーパーソナリティ）
- 迷家‐マヨイガ‐「納鳴村 村役場広報課」（2016年、音泉※、回替わりパーソナリティ）
- WEBラジオ ぞく!『花丸通信』（2018年、アニメイトタイムズ※・音泉※・HiBiKi Radio Station※）[158]
- WEBラジオ「OZMAFIA!!ぐだぐだレイディオ」(2014年-)

### ラジオCD
- 少年陰陽師 ラジオCD 第六巻 彼方に放つ声をきけ~略して孫ラジ 2008年
- テニスの王子様 オン・ザ・レイディオ MONTHLY 2006-APRIL2009

### デジタルコミック
- VOMIC コイバナ!〜恋せよ花火〜（尾山真一）
- VOMIC 裸足でバラを踏め（北村英輔）
- VOMIC 血界戦線（クラウス・V・ラインヘルツ[159]）
- VOMIC 終わりのセラフ（フェリド・バートリー[160]）
- ENSOKU モーションコミック 酒本さけの4コマ（1話 - 3話、5話）
- ENSOKU モーションコミック にゃっちーず（16話）
- dTV 未成年だけどコドモじゃない（香琳の父）
- 推す♂BL Lab.〜イケ生ボイスCH〜 どっちもどっち (尾崎[161])
- KADOKAWAオフィシャルチャンネル 月華国奇医伝（時英[162]）
- アンジェンテ ばらとたんぽぽ（2023年、時田征士郎）[163]

### オーディオブック
- 神去なあなあ日常（中村清一）
- 芸人交換日記〜イエローハーツの物語〜（田中）
- 女子大生会計士の事件簿（柿本一麻）
  - 女子大生会計士の事件簿<前編>
  - 女子大生会計士の事件簿<後編>
  - 女子大生会計士の事件簿Season2 <前編>
  - 女子大生会計士の事件簿Season2 <後編>
- トヨトミの野望 小説・巨大自動車企業（豊臣統一[164]）

### CM・ナレーション
- TVCMハウス食品 活性黒にんにく[165]
- TVCMカルピス「“身体 味と香り”篇」「“身体 教えて”篇」ナレーション
- 紹介VP「慶応大学」
- 街頭ビジョンCM「バッテリー」
- 番組NA「2.5次元男子推しTV」
- おかあさんといっしょ（シーサーくん）
- スーパープレゼンテーション（吹き替え）
- BS世界のドキュメンタリー「K症候群 ユダヤ人を救った謎の感染症」（2020年8月11日、NHK BS1）
- BS4K特集「沖縄の海 "幻のジュゴン"を追う」（2023年6月13日、NHK BS1）

### 舞台
- タイキマニアプロデュース3 朗読劇「タチヨミ」第2巻 (2016年1月、下北沢小劇場B1)
- ラーニング・ラパン第2回公演 「父、躍る」 (2016年10月、ウッディシアター中目黒)
- VIKING PRESENTS Vol.3 「最強の夫婦」 (2017年1月、ザムザ阿佐谷)
- 松野太紀芸能生活40周年記念公演 タイキマニアプロデュース４ 朗読劇第三巻「タチヨミ」愛の言霊 (2017年1月、下北沢小劇場B1)
- 音楽朗読劇 「凛音✖天声」(2018年1月、座・高円寺)
- タイキマニアプロデュースvol.7　5th朗読劇「タチヨミ-第四巻-」もう一度あなたの声が聞きたくて… (2018年1月、下北沢小劇場B1)
- タイキマニアプロデュースVol.9　朗読劇「タチヨミ-第五巻-」 (2019年1月、下北沢小劇場B1)
- 朗読劇「NO TRAVEL, NO LIFE」 (2019年1月、渋谷シダックスカルチャーホール)
- 朗読劇「ふたり芝居」 (2019年2月、ザムザ阿佐谷)
- 大井町クリームソーダpresents VOL.15"STORY!" 「シロツメクサ有り余り、そして咲き誇る」 (2019年4月、池袋シアターグリーンBIG TREE THEATER)
- 久米島朗読劇くめよみ A Group Collaboration by DERAGAYA! (2019年7月、久米島町久米島町具志川農村環境改善センター)
- 劇団ヘロヘロQカムパニー第38回公演「冒険秘録 菊花大作戦」 (2019年9・10月、こくみん共済 coop ホール（全労済ホール） ／スペース・ゼロ)
- 富山県教育文化会館開館４５周年記念事業 　音楽朗読劇「凛音×天声」(2019年11月、富山県教育文化会館)
- オリジナル朗読劇「文豪、そして殺人鬼」(2019年12月、北沢タウンホール)
- タイキマニアプロデュースVol.11　朗読劇「タチヨミ-第六巻-」 (2020年1月、下北沢小劇場B1)
- 朗読劇「新宿RUMBLE FISH」 (2020年1月、全電通ホール(全電通労働会館))
- タイキマニアプロデュースVol.12　朗読劇「タチヨミ-第七巻-」 (2020年9月、草月ホール)[166]
- タイキマニアプロデュースVol.14　朗読劇「タチヨミ-第八巻-〜いつかきっとそれは走馬燈のように〜」 (2021年1月、下北沢小劇場B1)[167]
- Enjil 第2回公演 音楽朗読劇「Music Soldier」(2025年2月、アニメイトシアター)[168]
- 朗読劇「タチヨミ-最終巻-」（2025年6月、本多劇場）[169]

### その他コンテンツ
- 「VAZZROCK LIVE 2018」
- 「VAZZROCK FES 2019」
- 刀剣乱舞-花丸-スペシャルイベント 花丸◎日和!
- 続『刀剣乱舞−花丸−』スペシャルイベント花丸◎まつり
- DVD「くめそーれ みんな何度も来たくなる   久米島にめんそ〜れ!!」
- テニスの王子様関連
  - テニスの王子様 Original Video Animation 全国大会篇 INVITATION DVD」に映像出演
  - ミュージカル・テニスの王子様（沖縄ことば指導を担当）
  - DVD 「テニスの王子様 100曲マラソン」
  - DVD 「テニプリフェスタ　2009」
  - DVD 「テニプリフェスタ2011 in 武道館 」
  - DVD 「テニスの王子様 ペアプリDVDサプリ」
  - DVD 「テニプリフェスタ　2013」
  - 「テニプリフェスタ2016 〜合戦〜」
- ボイスドラマ「マウス二人芝居 死体埋め部の栄光と旅路」 (織賀善一[170][171])

## ディスコグラフィ

### キャラクターソング
| 発売日         | 商品名                                                                                    | 歌 | 楽曲                                                                        | 備考                                                              |
| -------------- | ----------------------------------------------------------------------------------------- | --- | --------------------------------------------------------------------------- | ----------------------------------------------------------------- |
| 2013年11月7日  | OZMAFIA!! Character Song Vol.1 CARAMIA                                                    | カラミア（新垣樽助） | 「Regulus」                                                                 | ゲーム『OZMAFIA!!』関連曲                                         |
| 2014年4月4日   | Photograph Journey〜in Aichi〜                                                            | 丹下縁（新垣樽助） | 「smoky blue」                                                              | 『Photograph Journey』関連曲                                      |
| 2016年10月26日 | 『刀剣乱舞-花丸-』歌詠集 其のニ                                                           | へし切長谷部（新垣樽助）、宗三左文字（泰勇気）、薬研藤四郎（山下誠一郎） | 「心魂の在処」                                                              | テレビアニメ『刀剣乱舞-花丸-』エンディングテーマ                  |
| 2017年6月21日  | 夢王国と眠れる100人の王子様 音100シリーズ 〜Vol.4 雪の国〜                                | フロスト（新垣樽助）、グレイシア（細谷佳正）、シュニー（下野紘） | 「白雪に微笑みを」                                                          | ゲーム『夢王国と眠れる100人の王子様』関連曲                       |
| 2017年12月6日  | 『刀剣乱舞-花丸-』歌詠全集                                                                | 花丸刀剣男士一同 | 「花丸◎日和！47振りver.」                                                   | 劇場アニメ『刀剣乱舞-花丸- 〜幕間回想録〜』主題歌                 |
| 2018年1月17日  | 続『刀剣乱舞-花丸-』歌詠集 其の二                                                         | 大和守安定（市来光弘）、加州清光（増田俊樹）、へし切長谷部（新垣樽助）、今剣（山下大輝）、前田藤四郎（入江玲於奈）、にっかり青江（間島淳司）、蜂須賀虎徹（興津和幸）、陸奥守吉行（濱健人）                                                                                               | 「花丸印の日のもとで ver.2」                                                | テレビアニメ『続 刀剣乱舞-花丸-』オープニングテーマ               |
| 2018年2月23日  | VAZZROCK bi-colorシリーズ1 眞宮孝明-amethyst-                                             | 眞宮孝明（新垣樽助） | 「NOT A GAME」                                                              | 『VAZZROCK』関連曲                                                |
| 2018年2月23日  | VAZZROCK bi-colorシリーズ1 眞宮孝明-amethyst-                                             | 眞宮孝明（新垣樽助）、吉良凰香（小林裕介） | 「TRICK TRAP TRICK」                                                        | 『VAZZROCK』関連曲                                                |
| 2018年3月7日   | 続『刀剣乱舞-花丸-』歌詠集 其の九                                                         | 大和守安定（市来光弘）、加州清光（増田俊樹）、蛍丸（井口祐一）、明石国行（浅利遼太）、長曽祢虎徹（新垣樽助）、髭切（花江夏樹）、膝丸（岡本信彦）、数珠丸恒次（緑川光） | 「花丸印の日のもとで ver.9」                                                | テレビアニメ『続 刀剣乱舞-花丸-』オープニングテーマ               |
| 2018年4月18日  | 続『刀剣乱舞-花丸-』オリジナルサウンドトラック                                            | 蜂須賀虎徹（興津和幸）、長曽祢虎徹（新垣樽助） | 「浦島のために」 「卵ふわふわ」                                             | テレビアニメ『続 刀剣乱舞-花丸-』挿入歌                           |
| 2018年4月27日  | VAZZROCK ユニットソング1 VAZZY vol.1 -始動-                                               | VAZZY | 「VAZZY」 「激奏D.I.V.E」 「Warmth」                                        | 『VAZZROCK』関連曲                                                |
| 2018年10月26日 | VAZZROCK play of colorシリーズ1 小さな新メンバー現る！                                    | 眞宮孝明（新垣樽助）、大山直助（笹翼）、立花歩（坂泰斗） | 「Trust me, Trust me!」 「極東星霜サティスファクションズ」                  | 『VAZZROCK』関連曲                                                |
| 2018年11月28日 | Noble Bullet 09 奇銃グループ                                                              | ケイン（新垣樽助） | 「Crazy Masquerade」                                                        | ゲーム『千銃士』関連曲                                            |
| 2019年1月25日  | VAZZROCK bi-colorシリーズ12 名積ルカ-morganite-                                           | 名積ルカ（河本啓佑）、眞宮孝明（新垣樽助） | 「プリズム」                                                                | 『VAZZROCK』関連曲                                                |
| 2019年1月31日  | 「ホーンテッド・オバケストラ」キャラクターソングvol6                                      | エナス・ディオス・トレイス（新垣樽助） | 「バズキルキラ」                                                            | 『ホーンテッド・オバケストラ』関連曲                              |
| 2019年6月28日  | VAZZROCK bi-colorシリーズ2ndシーズン1 眞宮孝明-amethyst×diamond-                          | 眞宮孝明（新垣樽助） | 「Labyrinth」                                                               | 『VAZZROCK』関連曲                                                |
| 2019年6月28日  | VAZZROCK bi-colorシリーズ2ndシーズン1 眞宮孝明-amethyst×diamond-                          | 眞宮孝明（新垣樽助）、小野田翔（菊池幸利） | 「Home Sweet Home」                                                         | 『VAZZROCK』関連曲                                                |
| 2020年5月29日  | VAZZROCK bi-colorシリーズ2ndシーズン12 大黒岳-hematite×amethyst-                          | 大黒岳（増元拓也）、眞宮孝明（新垣樽助） | 「一夜一夜に燃えてゆけ」                                                    | 『VAZZROCK』関連曲                                                |
| 2020年8月28日  | VAZZROCK COLORシリーズ [-BLUE-] Once in a blue moon                                       | VAZZY | 「絆の鳥」                                                                  | 『VAZZROCK』関連曲                                                |
| 2020年8月28日  | VAZZROCK COLORシリーズ [-BLUE-] Once in a blue moon                                       | 眞宮孝明（新垣樽助）、吉良凰香（小林裕介）、白瀬優馬（堀江瞬） | 「揺れていたいよ」                                                          | 『VAZZROCK』関連曲                                                |
| 2020年9月25日  | VAZZROCK ユニットソング3 VAZZY vol.2 -The adventure begins here.-                         | VAZZY | 「WELCOME TO THE NEW WORLD」 「Bottom of the water」 「everybody say"xxx"」 | 『VAZZROCK』関連曲                                                |
| 2020年12月25日 | VAZZROCK COLORシリーズ [-YELLOW-] Yellow belly                                            | VAZZY | 「MUSIC GEM」                                                               | 『VAZZROCK』関連曲                                                |
| 2021年4月30日  | VAZZROCK bi-colorシリーズ3rdシーズン2 眞宮孝明-amethyst×citrine- 大人にならないキミとボク | 眞宮孝明（新垣樽助） | 「Forbidden Night」                                                         | 『VAZZROCK』関連曲                                                |
| 2021年4月30日  | VAZZROCK bi-colorシリーズ3rdシーズン2 眞宮孝明-amethyst×citrine- 大人にならないキミとボク | 眞宮孝明（新垣樽助）、大山直助（笹翼） | 「Tokyo Sunday Night」                                                      | 『VAZZROCK』関連曲                                                |
| 2021年5月28日  | VAZZROCK LIVE 2020 特典CD                                                                 | VAZZY、ROCK DOWN | 「Dear Dreamer, (VAZZROCK ver.)」                                           | 『VAZZROCK』関連曲                                                |
| 2021年5月28日  | VAZZROCK LIVE 2020 アニメイト、ステラワース、ツキプロオンラインショップ共通特典CD         | VAZZY | 「Dear Dreamer, (VAZZY ver.)」                                              | 『VAZZROCK』関連曲                                                |
| 2021年10月29日 | VAZZROCK ユニットソング5 VAZZY vol.3 -全米が泣いた-                                       | VAZZY | 「Wanna Dance」 「What should I do?」 「Hello! 君と僕の歌」                 | 『VAZZROCK』関連曲                                                |
| 2022年2月25日  | VAZZROCK bi-colorシリーズ3rdシーズン12 天羽玲司-emerald×amethyst- BELLO                   | 天羽玲司（佐藤拓也）、眞宮孝明（新垣樽助） | 「Unlimited」                                                               | 『VAZZROCK』関連曲                                                |
| 2022年7月29日  | VAZZROCK bi-colorシリーズ4thシーズン1 眞宮孝明×吉良凰香-amethyst×pearl- Present for You   | 眞宮孝明（新垣樽助） | 「I've Given All My Love to...」                                            | 『VAZZROCK』関連曲                                                |
| 2022年7月29日  | VAZZROCK bi-colorシリーズ4thシーズン1 眞宮孝明×吉良凰香-amethyst×pearl- Present for You   | 眞宮孝明（新垣樽助）、吉良凰香（小林裕介） | 「DOGFIGHT」 「Meteor」                                                     | 『VAZZROCK』関連曲                                                |
| 2022年10月7日  | VAZZROCK THE ANIMATION OP「Fly High」                                                     | VAZZY | 「Fly High」                                                                | テレビアニメ『VAZZROCK THE ANIMATION』主題歌                      |
| 2022年10月28日 | VAZZROCK THE ANIMATION エンディングテーマCD vol.1                                         | 眞宮孝明（新垣樽助） | 「Follow Me」                                                               | テレビアニメ『VAZZROCK THE ANIMATION』エンディングテーマ          |
| 2022年12月30日 | 月花神楽                                                                                  | VAZZY | 「月花神楽 -桔梗-」                                                         | 『VAZZROCK』関連曲                                                |
| 2023年7月28日  | VAZZROCK THE ANIMATION 第7巻 特典CD                                                       | VAZZY、ROCK DOWN | 「I can’t stop dancing!」                                                   | テレビアニメ『VAZZROCK THE ANIMATION』エンディングテーマ          |
| 2024年1月26日  | VAZZROCK ユニットソング7 VAZZY vol.4 -Ambiguous future-                                   | VAZZY | 「Battle Cry」 「四季彩」 「Want&Love」                                     | 『VAZZROCK』関連曲                                                |
| 2024年8月14日  | アニメ『刀剣乱舞 廻』キャラクターソングアルバム                                           | 三日月宗近（鳥海浩輔）、山姥切国広（前野智昭）、宗三左文字（泰勇気）、不動行光（阪口大助）、へし切長谷部（新垣樽助）、薬研藤四郎（山下誠一郎）、江雪左文字（佐藤拓也）、小夜左文字（村瀬歩）、一期一振（田丸篤志）、鯰尾藤四郎（斉藤壮馬）、燭台切光忠（佐藤拓也）、鶴丸国永（斉藤壮馬） | 「DAYBREAK」                                                                | テレビアニメ『刀剣乱舞 廻 -虚伝 燃ゆる本能寺-』エンディングテーマ |
| 2024年8月14日  | アニメ『刀剣乱舞 廻』キャラクターソングアルバム                                           | へし切長谷部（新垣樽助） | 「DAYBREAK」 「望郷」                                                       | テレビアニメ『刀剣乱舞 廻 -虚伝 燃ゆる本能寺-』関連曲             |
| 2024年8月14日  | アニメ『刀剣乱舞 廻』キャラクターソングアルバム                                           | へし切長谷部（新垣樽助）、山姥切国広（前野智昭）、鶴丸国永（斉藤壮馬）、燭台切光忠（佐藤拓也）、同田貫正国（櫻井トオル）、大倶利伽羅（古川慎） | 「望郷」                                                                    | テレビアニメ『刀剣乱舞 廻 -虚伝 燃ゆる本能寺-』関連曲             |

- テニスの王子様・新テニスの王子様シリーズ（木手永四郎）
  - シングル
    - THE BEST OF RIVAL PLAYERS XXVI「Autumn Breeze」2006年
    - Dear Prince〜テニスの王子様達へ〜（イケメン侍）2008年
    - 木手永四郎 / Dear Prince テニスの王子様達へ 2009年
    - 色褪せないあの空へ（STONES）2009年
    - Love Festival（テニプリオールスターズ）2010年
    - バレンタイン・キッス（甲斐裕次郎 with 比嘉中　コーラス担当）2010年
    - AWAY　2011年
    - がじゅまる（アニくじS　E賞）2011年
    - バレンタイン・キッス2012年
    - Le Grand Viole...（アニくじS　E賞）2012年
    - Side-by-Side（丸井ブン太&木手永四郎）2013年
    - テニプリFEVER 初回限定盤B（テニプリオールスターズ選抜B）2013年
    - メガネ☆セブン（メガネ☆セブン）2013年
    - メガネ☆パーティー（メガネ☆セブン）2013年
    - 冬景色（アニくじS　E賞）2013年
    - Party Time（STONES）2015年
    - メガネ☆オトコ（メガネ☆セブン）2016年
    - メガネ☆アフロ（メガネ☆セブン）2016年
    - メガネ☆アルキ（メガネ☆セブン）2018年
    - メガネ☆ダラケ（メガネ☆セブン）2019年

  - アルバム
    - 『比嘉中　美ら唄 』/ 「ジンジン」「沖縄そばの歌」2008年
    - 『FAITH』2009年
    - 『THE PRINCE OF TENNIS II　HIGA SUPER STARS 』/ 「Firework」「比嘉チャンプルー」2014年

### その他参加作品
| 発売日        | 商品名                                                                        | 歌       | 楽曲                                | 備考 |
| ------------- | ----------------------------------------------------------------------------- | -------- | ----------------------------------- | ---- |
| 2022年7月27日 | [Re:collection] HIT SONG cover series feat.voice actors 〜90's-00's EDITION〜 | 新垣樽助 | 「Hello, Again 〜昔からある場所〜」 |      |
| 2024年5月29日 | [Re:collection] HIT SONG cover series feat.voice actors 2 ~80's-90's EDITION~ | 新垣樽助 | 「My Revolution」                   |      |

### シリーズ一覧
1. ↑  『最遊記RELOAD』（2003年 - 2004年）、『最遊記RELOAD GUNLOCK』（2004年）
2. ↑  第1期（2005年）、第2期『II』（2006年）
3. ↑  第2期『巴里編』（2008年）、第3期『フィナーレ』（2010年）
4. ↑  第1期（2011年）、第2期（2012年）
5. ↑  第2作『新テニスの王子様』（2012年）、第3作『新テニスの王子様 U-17 WORLD CUP』（2022年）、第3作続編『新テニスの王子様 U-17 WORLD CUP SEMIFINAL』（2024年）
6. ↑  第1シリーズ（2012年）、第3シリーズ（2021年）、第4シリーズ（2022年）
7. ↑  第1期（2014年）、スペシャル『追憶編』（2021年）
8. ↑  第1期（2015年）、第2期『2』（2020年）
9. ↑  第1期（2016年）、第2期（2018年）
10. ↑  第1期（2016年）、第2期『続 刀剣乱舞-花丸-』（2018年）
11. ↑  第2シーズン（2016年）、第3シーズン（2019年）、第4シーズン（2023年）
12. ↑  中・高校生編（2018年 - 2019年）、続・高校生編（2019年）、『外伝 イフ-if-』（2020年）
13. ↑  第3期（2018年）、第4期（2019年 - 2020年）、第5期（2021年）、第6期（2022年）、第7期（2024年）
14. ↑  第1期（2020年 - 2021年）、第2期『みっくす！』（2021年）
15. ↑  第一部（2021年）、第二部（2022年）
16. ↑  第1クール「安芸旅立ち編」（2022年）、第2クール「淡路島激闘編」（2022年）
17. ↑  『border:1 Ghost Pain』（2013年）、『border:2 Ghost Whispers』（2013年）、『border:3 Ghost Tears』（2014年）、『border:4 Ghost Stands Alone』（2014年）

### ユニットメンバー
1. ↑  大和守安定（市来光弘）、加州清光（増田俊樹）、へし切長谷部（新垣樽助）、今剣（山下大輝）、前田藤四郎（入江玲於奈）、にっかり青江（間島淳司）、蜂須賀虎徹（興津和幸）、陸奥守吉行（濱健人）、鯰尾藤四郎（斉藤壮馬）、歌仙兼定（石川界人）、宗三左文字（泰勇気）、薬研藤四郎（山下誠一郎）、燭台切光忠（佐藤拓也）、五虎退（粕谷雄太）、山姥切国広（前野智昭）、獅子王（逢坂良太）、石切丸（高橋英則）、秋田藤四郎（山谷祥生）、乱藤四郎（山本和臣）、鳴狐（浅沼晋太郎）、愛染国俊（山下誠一郎）、同田貫正国（櫻井トオル）、鶴丸国永（斉藤壮馬）、平野藤四郎（浅利遼太）、骨喰藤四郎（鈴木裕斗）、厚藤四郎（山下大輝）、小夜左文字（村瀬歩）、鶯丸（柿原徹也）、堀川国広（榎木淳弥）、和泉守兼定（木村良平）、太郎太刀（泰勇気）、二郎太刀（宮下栄治）、大倶利伽羅（古川慎）、三日月宗近（鳥海浩輔）、博多藤四郎（大須賀純）、山伏国広（櫻井トオル）、御手杵（浜田賢二）、江雪左文字（佐藤拓也）、浦島虎徹（福島潤）、一期一振（田丸篤志）、蜻蛉切（櫻井トオル）、日本号（津田健次郎）、小狐丸（近藤隆）、岩融（宮下栄治）、蛍丸（井口祐一）、明石国行（浅利遼太）、長曽祢虎徹（新垣樽助）
2. 1 2 3 4 5 6 7 8 9  眞宮孝明（新垣樽助）、吉良凰香（小林裕介）、築一紗（山中真尋）、築二葉（白井悠介）、大山直助（笹翼）、白瀬優馬（堀江瞬）
3. 1 2  小野田翔（菊池幸利）、久慈川悠人（長谷川芳明）、天羽玲司（佐藤拓也）、立花歩（坂泰斗）、大黒岳（増元拓也）、名積ルカ（河本啓佑）